# Pedicularis dasystachys
Pedicularis dasystachys är en snyltrotsväxtart som beskrevs av Alexander Gustav von Schrenk. Pedicularis dasystachys ingår i släktet spiror, och familjen snyltrotsväxter. Inga underarter finns listade i Catalogue of Life.